# نیکولاس پینمان
نیکولاس پینمان (تلفظ هلندی: [ˈniko:la:s ˈpinəˌmɑn]; ۱ ژانویه ۱۸۰۹ – ۳۰ دسامبر ۱۸۶۰) یک نقاش هلندی، کلکسیونر آثار هنری و لیتوگراف بود.

## زندگی‌نامه
نیکولاس پینمان در ۱ ژانویه ۱۸۰۹ در شهر آمرسفورت، هلند متولد شد. او پسر نقاشی به نام جان ویلم پینمان بود.
پینمان آموزش را زیر نظر پدرش آغاز کرد و آکادمی سلطنتی هنرهای زیبا در آمستردام ادامه داد. او در نقاشی‌های تاریخی تازه و پرتره‌ها مهارت داشت. او دوست ویلم دوم پادشاه هلند بود؛ او تاجگذاری ویلم دوم در ۱۸۴۰، و همچنین تعداد زیادی از اعضای خاندان سلطنتی را نقاشی کرد.
پینمان ۳۰ دسامبر ۱۸۶۰ در آمستردام، هلند درگذشت.

## نگارخانه

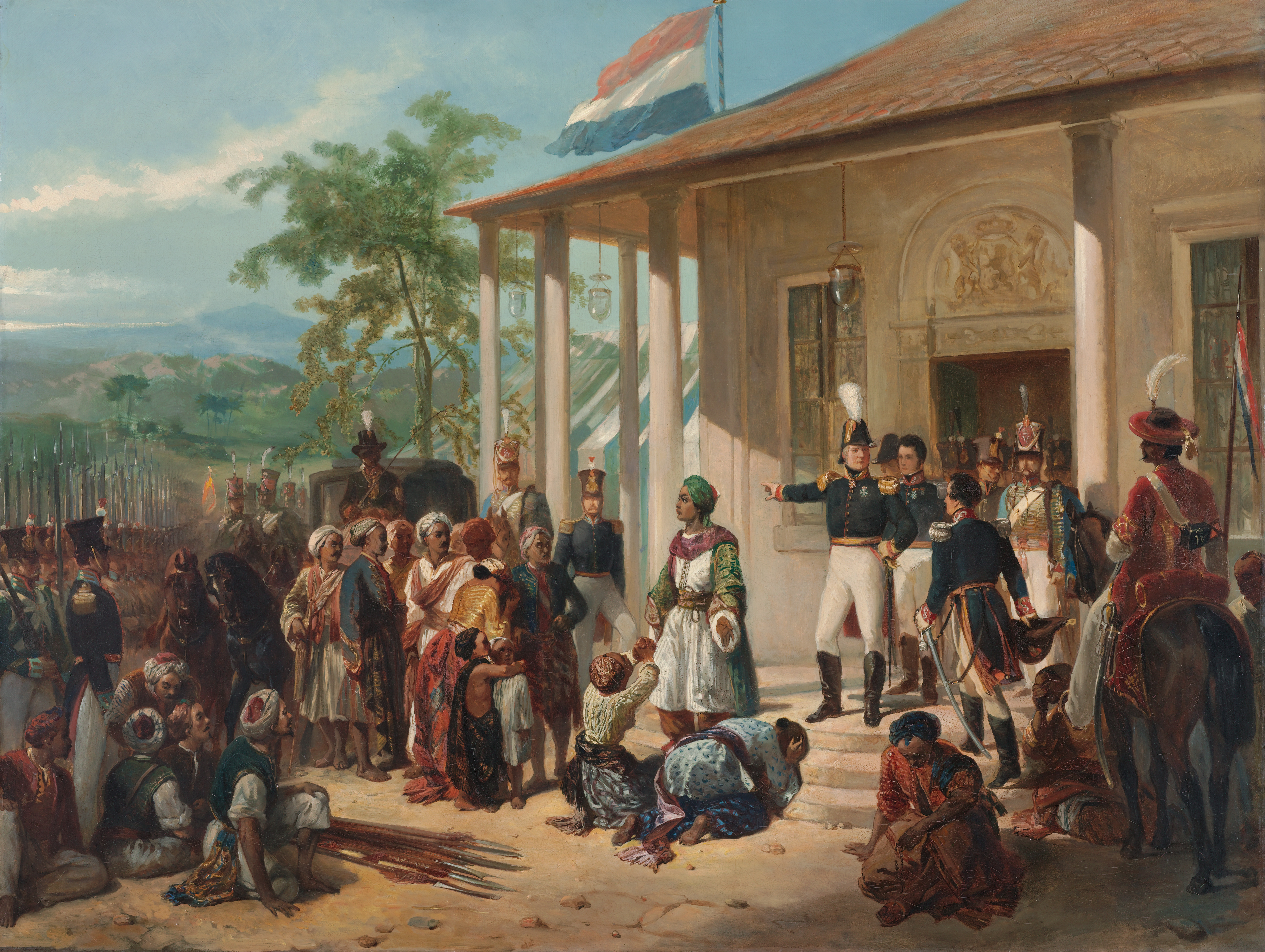
تسلیم‌شدن شاهزاده دیپونگورو به ژنرال دی کوک در جریان جنگ جاوه (ح. ۱۸۳۰–۱۸۳۵)
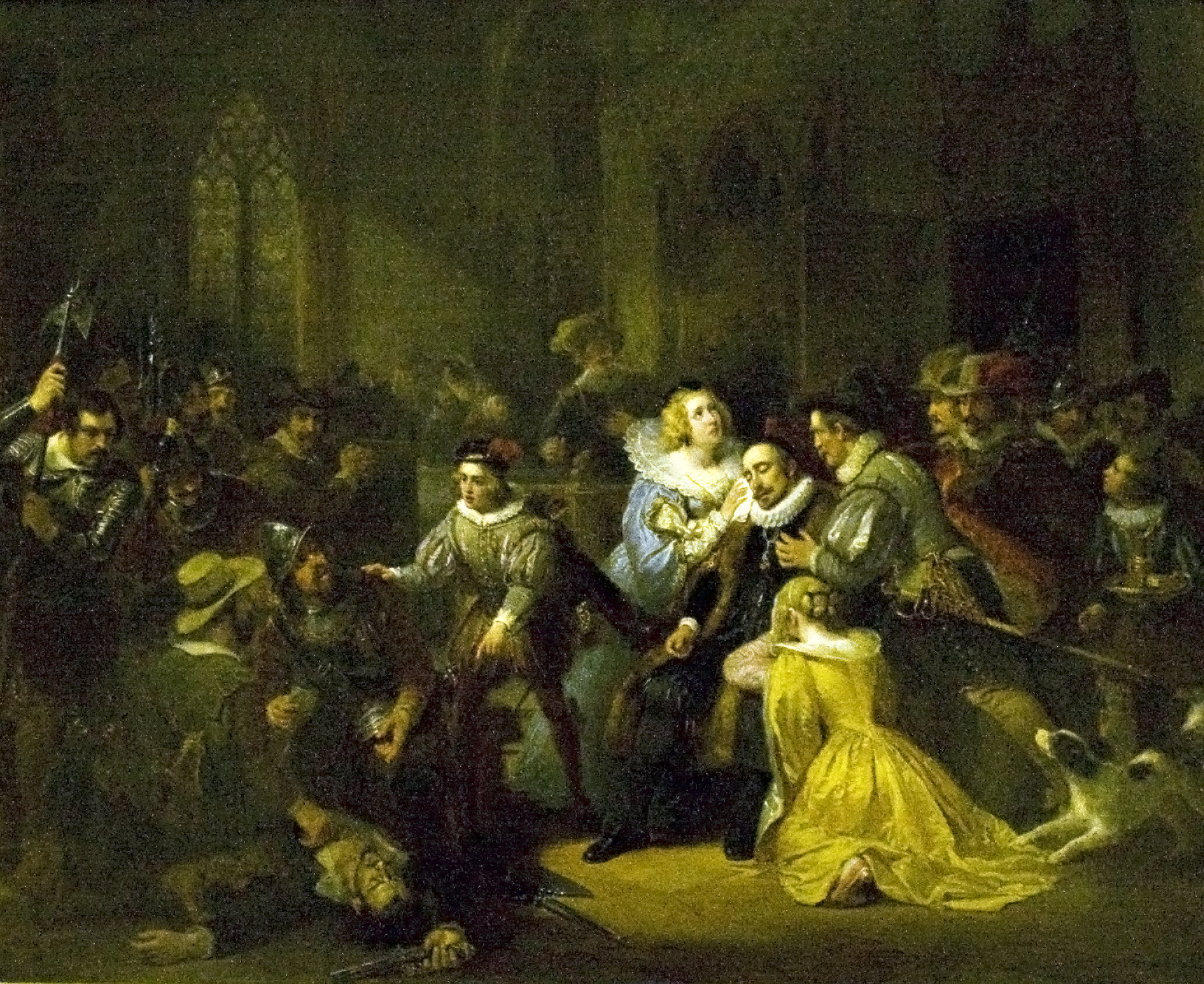
اقدام به قتل ویلیام خاموش در ۱۵۸۲ (۱۸۳۸)
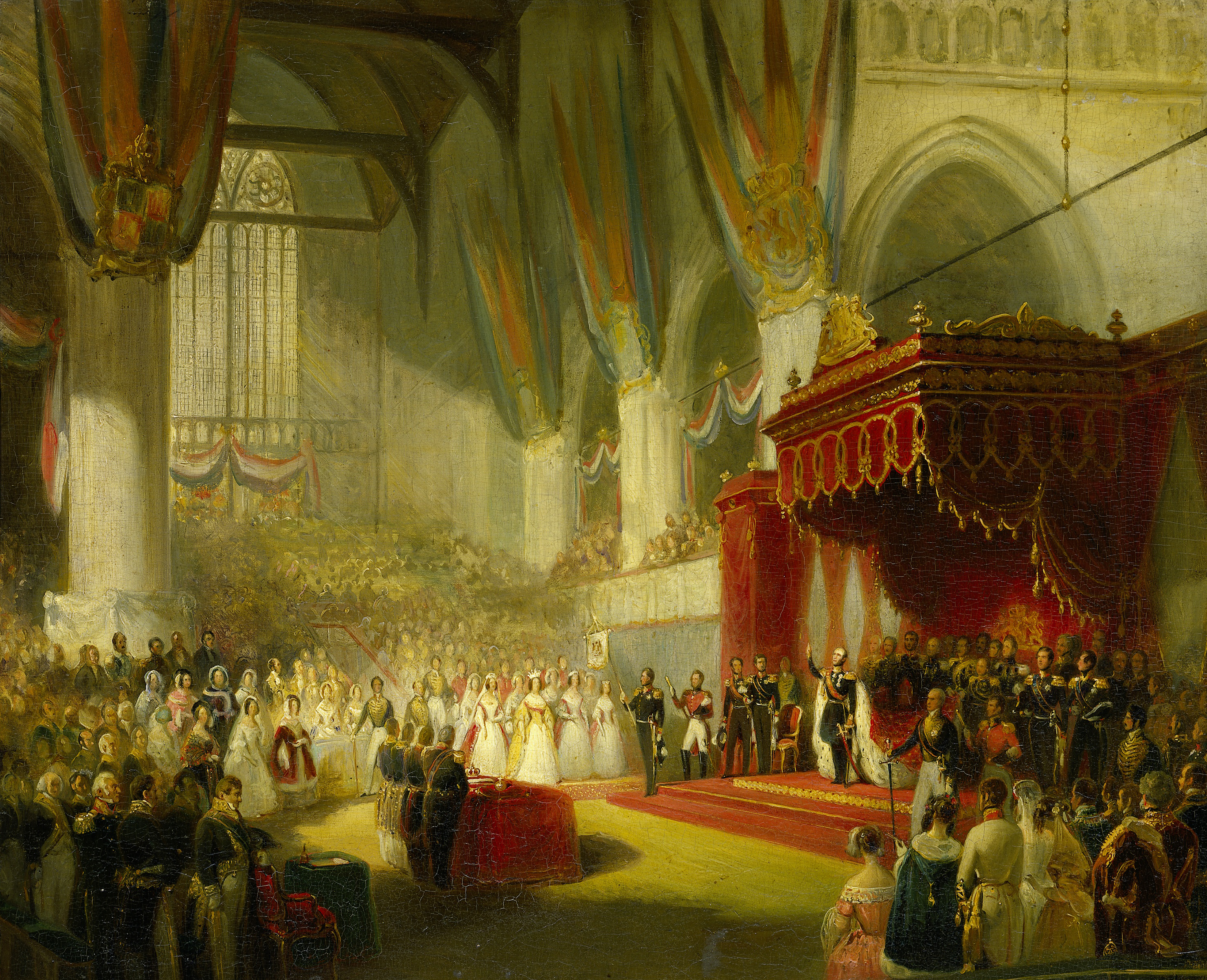
تاج‌گذاری پادشاه ویلم دوم ، آمستردام در ۲۸ نوامبر ۱۸۴۰ (۱۸۴۰–۱۸۴۵)
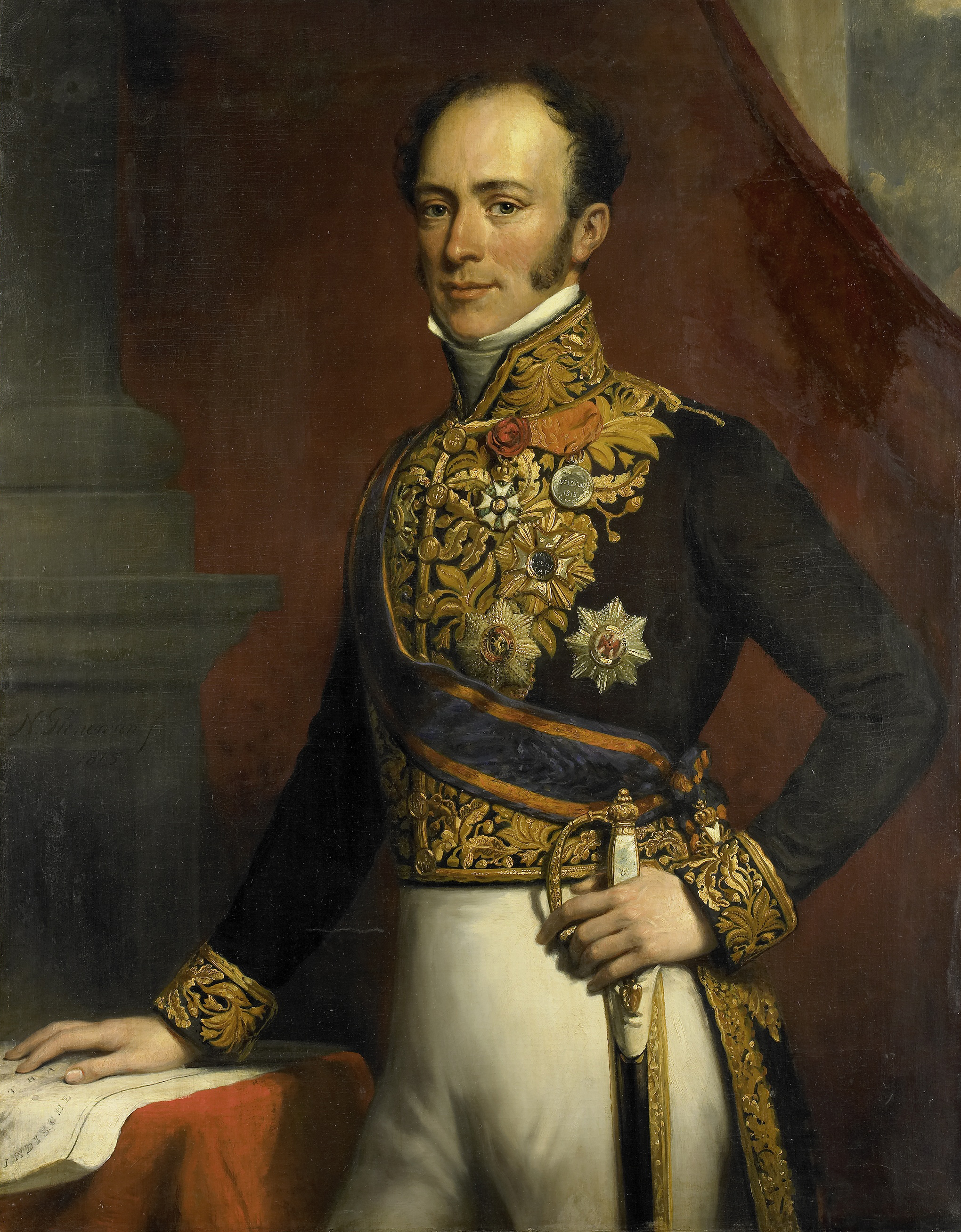
پرترهٔ جان جاکوب روچسن، جنرال و فرماندار هند شرقی هلند (۱۸۴۵)
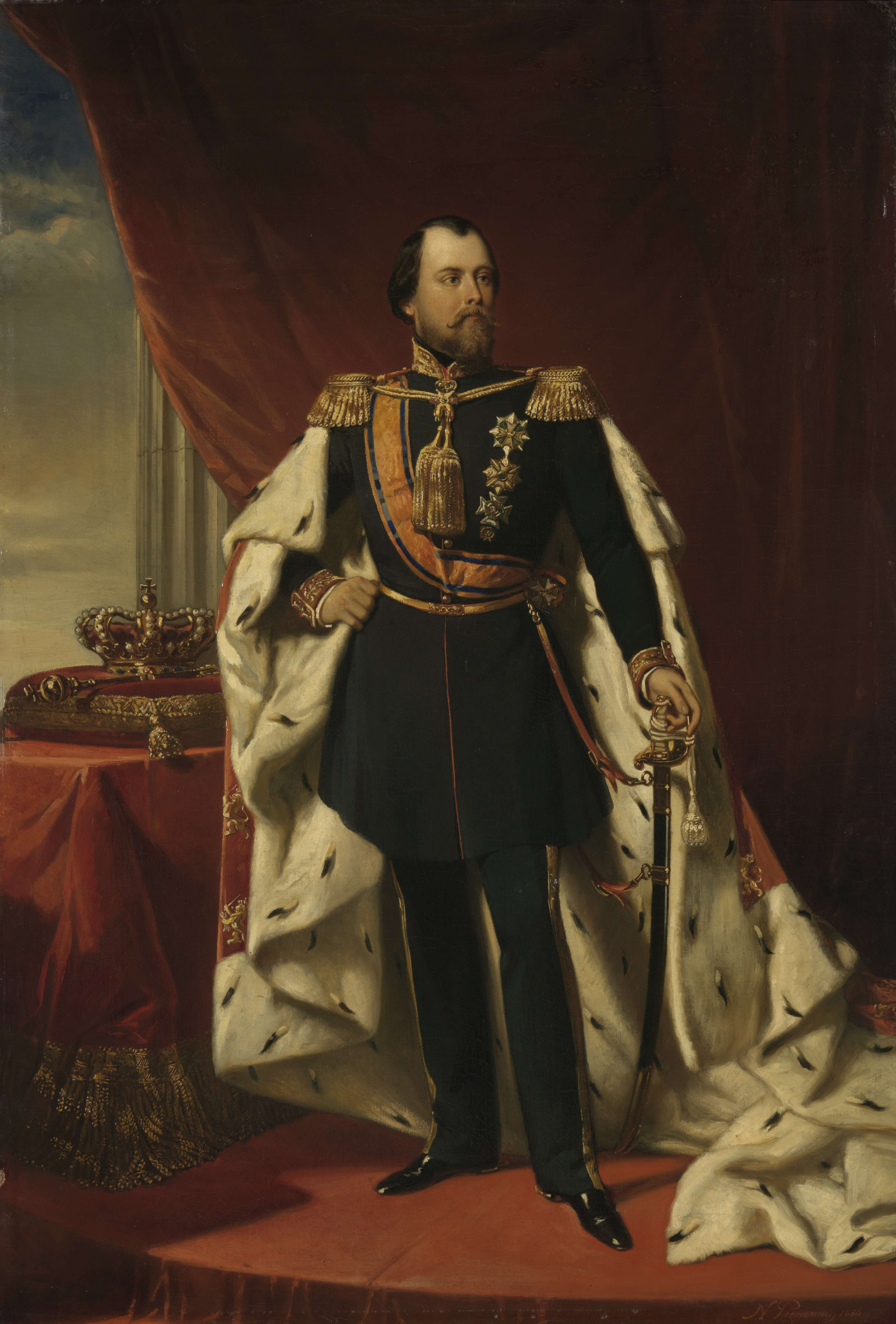
پرترهٔ ویلم سوم، پادشاه هلند (۱۸۵۶)
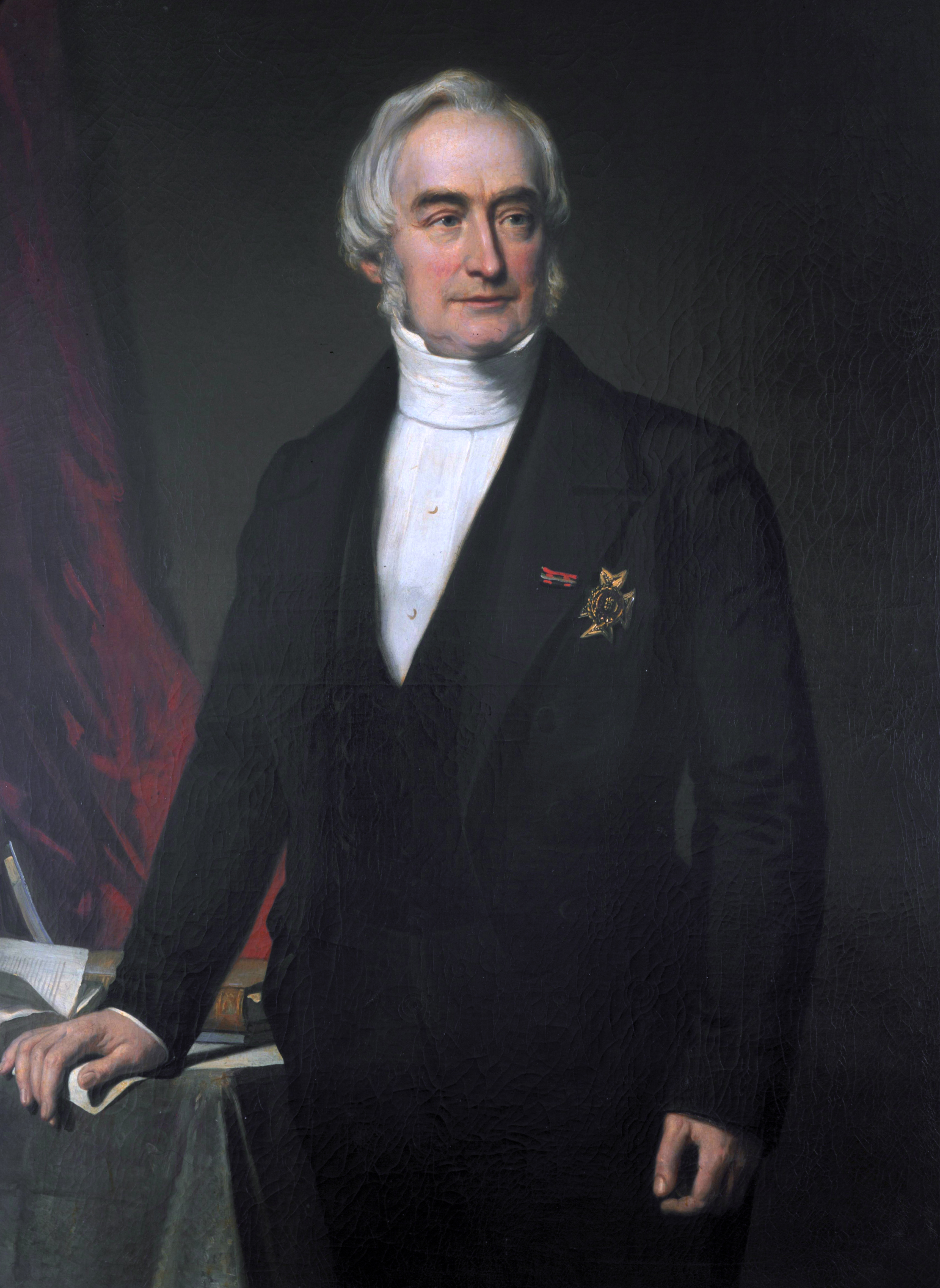
پرترهٔ جوهان بوسچا (۱۸۵۷)
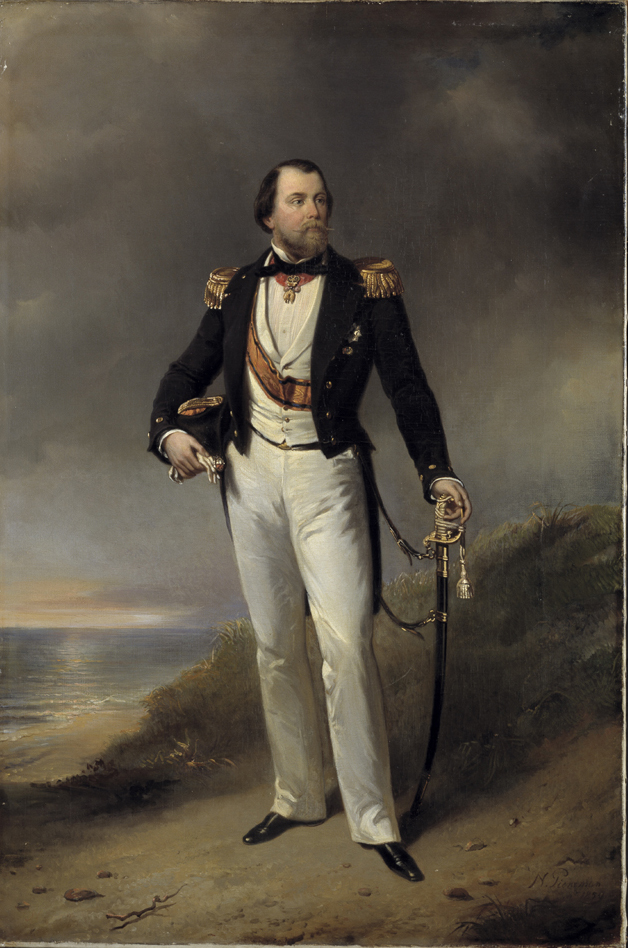
پرترهٔ پادشاه ویلم سوم (۱۸۵۹)
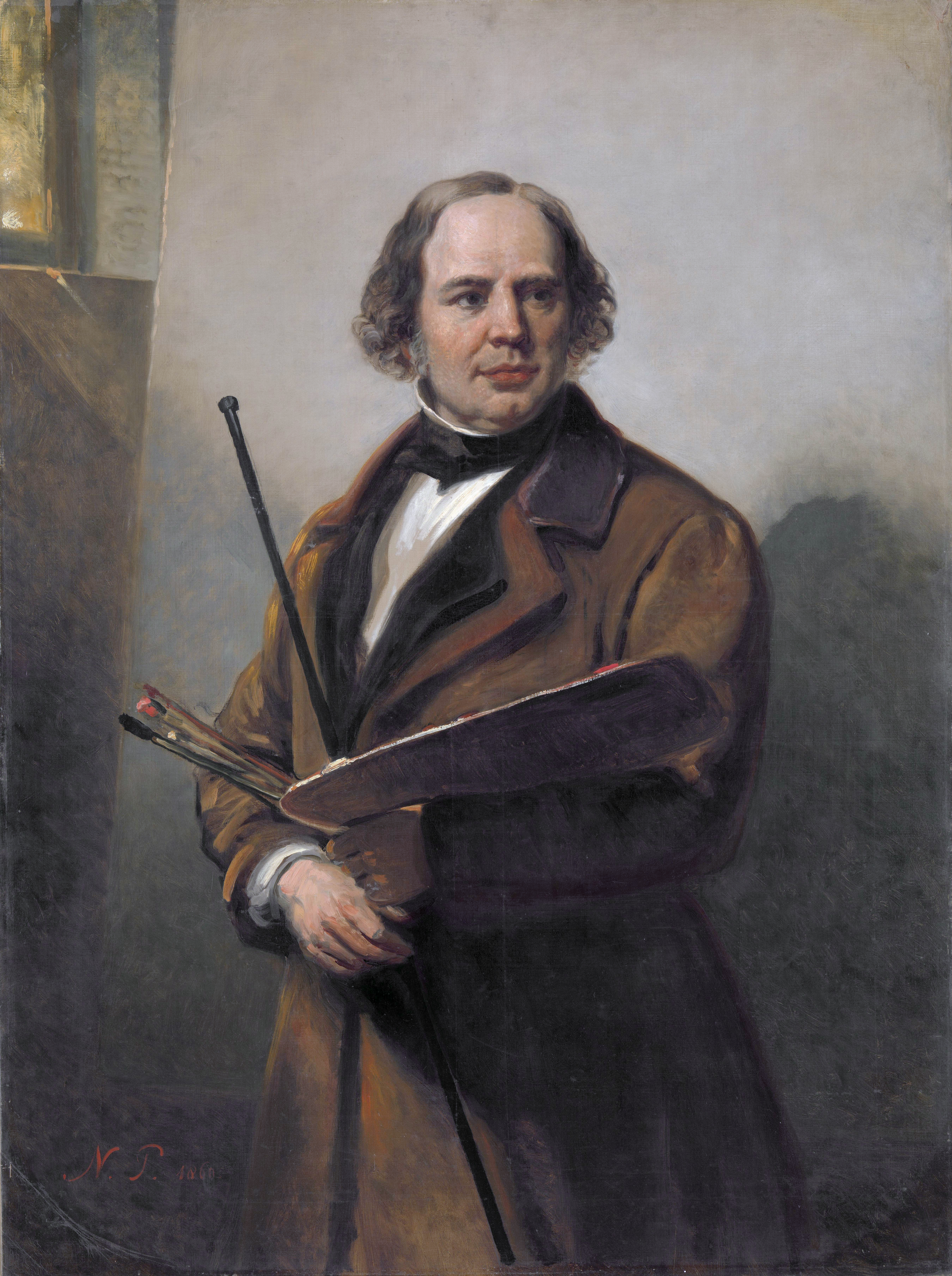
پرترهٔ جان ویلم پینمان، نقاش، پدر نیکولاس پینمان (۱۸۶۰)